# Chrysogaster aerosa
Chrysogaster aerosa är en tvåvingeart som beskrevs av Friedrich Hermann Loew 1843. Chrysogaster aerosa ingår i släktet ängsblomflugor, och familjen blomflugor.
Artens utbredningsområde är Polen. Inga underarter finns listade i Catalogue of Life.